# Escape hacia el alma
«Escape hacia el alma» es una canción compuesta e interpretada por el músico argentino Luis Alberto Spinetta, incluida en su álbum solista Fuego gris editado en 1993, a su vez banda de sonido de la película homónima (1994) del director Pablo César.
En la ejecución del tema Spinetta fue acompañado por Jota Morelli en batería y Claudio Cardone en teclados.

## Contexto
Spinetta venía de tres álbumes de estudio sucesivos premiados como los mejores del año (Téster de violencia en 1988, Don Lucero en 1989 y Pelusón of milk en 1991). En 1991 y 1992 Spinetta se apartó relativamente de los músicos de su banda y se refugió en el espacio privado de su familia. A fines de 1990 su esposa Patricia había quedado embarazada de Vera y tanto su embarazo como su nacimiento fue un acontecimiento vivido personalmente por todos los miembros de la familia. En ese contexto Spinetta compuso y grabó en el estudio de su casa (Cintacalma) Pelusón of milk, un título que remite directamente a esa situación y al año siguiente Fuego gris, una obra que también trata de la introspección.
El mundo comenzaba a transitar los primeros años de la década del '90, caracterizada por una mayor valoración social de lo privado -incluyendo el proceso de privatizaciones-, la riqueza y la fama, impulsada por un gran desarrollo de los medios de comunicación.
Argentina vivía los primeros años de lo que se denominó el menemismo, que luego de terminar con largos años de alta inflación con el Plan de Convertibilidad, inauguró un fenómeno conocido como farandulización de la política, en la que aparecían estrechamente vinculados los negocios privados, los políticos y las figuras famosas de la televisión y el deporte.

## El álbum
Las diecisiete canciones del álbum siguen el derrotero de una adolescente sin nombre a la que Spinetta bautizó Milita, que vive en un mundo de violencia y desamparo, donde el diálogo y la comunicación entre las personas no existe. Milita ha sufrido el abuso de su violento padre y la locura de su madre. Al no poder entrar al recital de su héroe roquero Kakón el Griego -kakón en griego significa "mal bello"-, personaje que debía interpretar Spinetta y finalmente no pudo hacerlo, cae por una alcantarilla a las cloacas de la ciudad. Allí se encuentra con un mundo onírico de monstruos y horrores, en el que debe buscar un sentido para su vida, en una suerte de "escape hacia el alma", como se titula la primera canción. El alma es precisamente uno de los conceptos a los que Spinetta más recurre en la poesía del álbum, fortaleciéndola con nociones de las filosofías orientales como el nirvana y lo zen.

## El tema
El tema es el primer track del álbum solista Fuego gris, banda sonora del "drama-rock" cinematográfico del mismo nombre, dirigido por Pablo César.
El tema reitera una y otra vez la idea de un "escape", de un "ir hacia", de "salir", de "incursionar", de "una senda primitiva", de "correr hacia". El título "Escape hacia el alma" sintetiza el viaje que está por iniciar la protagonista sin nombre de la película (llamada Milita por Spinetta). La idea de "alma" es el concepto más utilizado en el álbum. El título relaciona también con la mención varias veces en la letra del río Nilo, "río de todos los milagros", hacia donde se dirige Milita:

Corazón que se va en secreto
no estará aquí para ayudar
a salir, a salir
hacia el Nilo,
río de todos nuestros días.
Y es que había una vez,
una guía primitiva,
es que había una vez,
un ser humano al fin
Un dulzor,
un temor,
un escape del alma.
Escape hacia el alma

En su álbum anterior, Spinetta había dedicado el tema Ganges, a otro de los grandes ríos sagrados.
En la letra Spinetta utiliza un juego de palabras característico del humorista Tangalanga, que consiste en repetir una expresión oral, pero de modo de conformar una expresión completamente diferente: 

A correr hacia el Nilo
ni lo sé yo que aquí estaré por siempre.
Escape hacia el alma

En esa época Spinetta había manifestado varias veces su admiración por Tangalanga y el "neolunfardo" que utilizaba. En Pelusón of milk incluyó un sample del humorista en el tema "Lago de forma mía" y al año siguiente de Fuego gris, prologó su libro Prólogo a Las cosas que hay que oír. Spinetta vuelve a usar el recurso en el tema octavo del álbum, "Cadalso temporal", cuando dice:

...tratando de abrir el jaulón
(how long?)
Cadalso temporal

Musicalmente la canción se sostiene en tres notas interpretadas a modo de riff,

## Película
La canción se corresponde con la segunda serie de escenas de la película (minuto 04:50 a 08:20) cuando, luego de salir de la oficina, la protagonista (Milita) circula dificultosamente en su moto, a través de un tránsito congestionado, pleno de gestos de violencia. La protagonista se detiene a realizar una llamada desde un teléfono público y nadie contesta. Inmediatamente después pisa excremento en la vereda, mientras un hombre y una mujer en un automóvil se ríen de ella y le hacen el gesto de fuck you. Milita vuelve a llamar y el teléfono suena en la casa de un joven que se encuentra besándose con otra mujer. El joven cuelga el teléfono sin responder y Milita cierra los ojos en un gesto de sufrimiento.